# Robert Karl Hanson
Robert Karl Hanson (* 1957) ist ein kanadischer Psychologe. Er gilt als Spezialist in der Beurteilung von Rückfallrisiken und der Behandlung von Sexualstraftätern. Er hat eigene Diagnose- und Prognoseverfahren (Static-99) entwickelt.

## Schriften
- R. Karl Hanson, Friedemann Pfäfflin, Manfred Lütz (Hrsg.): Sexual Abuse in the Catholic Church. Scientific and Legal Perspectives. Proceedings of the Conference "Abuse of Children and Young People by Catholic Priests and Religious." Vatican City, April 2-5, 2003. Libreria Editrice Vaticana. Vatican 2004.
- Predicting Sex Offender Recidivism: Videotape Training And Manual. ISBN 0-7619-2140-0